# サンタ・マリア・デ・アララス牧場
サンタ・マリア・デ・アララス牧場（Haras Santa Maria de Araras）は、ブラジルパラナ州サン・ホセ・ドス・ピニャイスにある競走馬の生産及び種牡馬の繋養を行っている牧場である。

## 主な繋養馬
- Catch A Flight
- Emcee
- Hofburg
- Heliostatic

## 過去の繋養馬
- Adriano
- Wild Event
- Put It Back